# Domek Abrahama
Domek Abrahama – zabytkowy dom w Gdyni, jeden z najstarszych zachowanych zabytków w mieście. Znajduje się w Śródmieściu przy ul. Starowiejskiej.
Dom został wybudowany w 1904 roku przez Jana Skwiercza. Od sierpnia 1920 roku do śmierci w czerwcu 1923 mieszkał w nim kaszubski działacz Antoni Abraham. W 1936 na ścianie frontowej umieszczono tablicę upamiętniającą Abrahama. W 1969 dom został wpisany do rejestru zabytków. Od 1970 do 2013 w domku funkcjonował oddział Muzeum Miasta Gdyni, w którym można było oglądać m.in. ekspozycję poświęconą najstarszym dziejom Gdyni, kiedy była jeszcze rybacką wioską.
Od 2013 w obiekcie mieści się restauracja. 